# Hitoshi Imamura
Hitoshi Imamura (今村 均 Imamura Hitoshi?,  Sendai, prefectura de Miyagi; 28 de junio de 1886-4 de octubre de 1968) fue un general del Ejército Imperial Japonés durante la Segunda Guerra Mundial.

## Biografía
Fue hijo de un juez, y se graduó en la Academia Imperial del Ejército Japonés en 1907 y en la Academia de Guerra en 1915. En 1917 fue ascendido a capitán y enviado a Gran Bretaña como agregado militar en 1918. En abril de 1927, fue nombrado agregado militar en la India británica. Promovido a coronel en 1930, ocupó diversos cargos en la Sección de Operaciones del Estado Mayor General del Ejército Imperial Japonés entre 1931 y 1932.

### Guerras en China
Después del Incidente de Shanghái de 1932, fue destinado al mando del 57.º Regimiento de Infantería. A su regreso al Japón, se convirtió en Comandante de la Escuela Militar de Narashino entre 1932 y 1935.
En marzo de 1935, Imamura fue ascendido a comandante de brigada y destinado a la 40.ª Brigada de Infantería con rango de Rikugun- Shōshō (general de brigada). En marzo de 1936 fue nombrado adjunto al Jefe del Estado Mayor del Ejército de Kwantung en Manchuria. Volvió a ser llamado a Japón para ocupar el cargo de comandante de la Escuela de Infantería en Toyama, entre 1937-38.
Ascendido al grado de Rikugun-Chūjō (general de división) en marzo de 1938, Imamura recibió el mando de la 5.ª División de Infantería, entonces estacionada en China, siguiendo a su mando durante las primeras etapas de la segunda guerra sino-japonesa.
Entre 1940-41 fue inspector general adjunto de Entrenamiento Militar, siendo designado a continuación comandante en jefe del XXIII Ejército.

### Segunda Guerra Mundial
Imamura fue nombrado Comandante del XVI Ejército en noviembre de 1941, encabezando la invasión de las Indias Orientales Neerlandesas. Mientras se dirigía a la isla de Java con su Ejército, su barco, el Ryuji-maru, fue hundido por torpedos durante la batalla del Estrecho de la Sonda, viéndose obligado a nadar hasta la costa.
A finales de 1942, asumió el mando del VIII Ejército Regional, responsable de los ejércitos XVII (en las Islas Salomón) y VIII (en Nueva Guinea), teniendo su cuartel general en Rabaul (Nueva Bretaña). Imamura adoptó una política de confraternización con la población local de las antiguas Indias Orientales Neerlandesas, a menudo en conflicto con sus superiores, logrando con esto ganar apoyo entre la población y reducir las dificultades de la ocupación.
Imamura fue promovido a Rikugun-Taishō (general de ejército) en 1943. Junto con el comandante naval de Rabaul, vicealmirante Jinichi Kusaka, Imamura se rindió a las fuerzas australianas en septiembre de 1945.
Después de la guerra, fue acusado de crímenes de guerra, incluyendo las ejecuciones de prisioneros aliados cometidas por sus tropas. Fue juzgado por un tribunal militar australiano en Rabaul entre el 1 y el 16 de mayo de 1946, siendo condenado a 10 años de encarcelamiento. Cumplió su condena en la prisión de Sugamo, en Tokio, hasta que fue liberado en 1954.